# 正法庵 (足立区)
正法庵（しょうぼうあん）は、東京都足立区にある曹洞宗の寺院。現在は尼寺である。

## 概要
元禄年間（1688年～1703年）、黄山春鶯によって開山された。しかし地震で荒廃してしまい、事実上廃寺となった。
1805年（文化2年）、智生尼と智苗尼という二人の尼僧が当地を立ち寄り、この廃寺の存在を知って中興することを決意し、村人からの浄財を募って寺を復興した。それ以降、尼寺となっている。
歴代庵主は教育や文化の造詣が深く、特に第三世智恵諦定尼は曹洞宗尼僧の指導のみならず、村人の教育も志し、1853年（嘉永6年）に寺子屋を創設した。明治時代の学制により、小学校「中島学校」に改組されてからも、引き続き教育にあたった。

## 交通アクセス
- 亀有駅より徒歩11分（経路案内）。